# گیبسون‌سیتی (ایلینوی)
Gibson City is a city in Ford County, ایلی‌نوی, ایالات متحده آمریکا. The population was 3,407 at the 2010 census.
گیبسون‌سیتی، ایلینوی (به انگلیسی: Gibson City, Illinois) یک شهر در ایالات متحده آمریکا با جمعیت ۳٬۴۰۷ نفر است که در ایلی‌نوی واقع شده‌است.

## موقعیت جغرافیایی
موقعیت جغرافیایی شهرها و مناطق اطراف به شرح زیر است: